# Лето (богиня)
Вижте пояснителната страница за други значения на Лето.
Лето (на старогръцки: Λητώ) в древногръцката митология е дъщеря на титаните Койос и Феба (Луна) и сестра на Астерия (Звезда). По всяка вероятност култът към Лето е с малоазиатски произход и името ѝ има малоазиатски корени – от „lada“ – майка, жена. Лето е представена като мила и кротка жена и майка. Тя е олицетворение на майчинската любов, предаността към децата си и самоотвержеността за защитата им.
Зевс е баща на нейните деца-близнаци – Аполон и Артемида (в римската митология Диана). Разбирайки, че Лето е бременна от мъжа ѝ, ревнивата Хера побесняла. Забранила на Лето да роди на континент, на остров в морето или на което и да е друго място под слънцето. Опасявайки се от гнева на Хера, никой не искал да приюти Лето. След дълго скитане, тя намерила Делос – плаващ остров, който не бил нито континент, нито остров. Лето обещала богатство и слава на острова, което ще дойде от поклонниците на бога, който тя ще роди. Островът бил заобиколен от делфини. В знак на признателност по-късно този остров се закрепил и бил покровителстван от Аполон, а жителите му изградили голямо светилище. Забележително е, че Лето родила първо Артемида, по-голямата от близнаците. За раждането на Аполон се мъчила девет дни и нощи според Омир, а около нея стояли богините Темида, Рея, Диона и др. Злобната Хера умишлено задържала дъщеря си, богинята на раждането Илифия, за да попречи на Лето да роди Аполон. Вече родената Артемида помогнала той да се появи на бял свят. Според друга версия Артемида се родила един ден по-рано от Аполон на остров и после помогнала на майка си да прекоси морето, за да стигне до Делос, където се родил брат ѝ. Децата обожавали майка си и отмъщавали на всеки, който я оскърби – Питон, който се опитал да я изнасили, докато била бременна и Ниоба, която се хвалила със своето превъзходство, защото имала много деца, а Лето само две. За да я накажат, Артемида и Аполон убили всички деца с отровни стрели, а покрусената Ниоба се хвърлила от скала и загинала.
Лето, Артемида и Аполон били винаги единни в действията си и често се опълчвали на боговете от старото поколение. Заедно помагали на троянците по време на Троянската война.
В древноримската митология еквивалентът на Лето е богинята Латона – майката на Аполон и Диана.